# Thy (Denemarken)

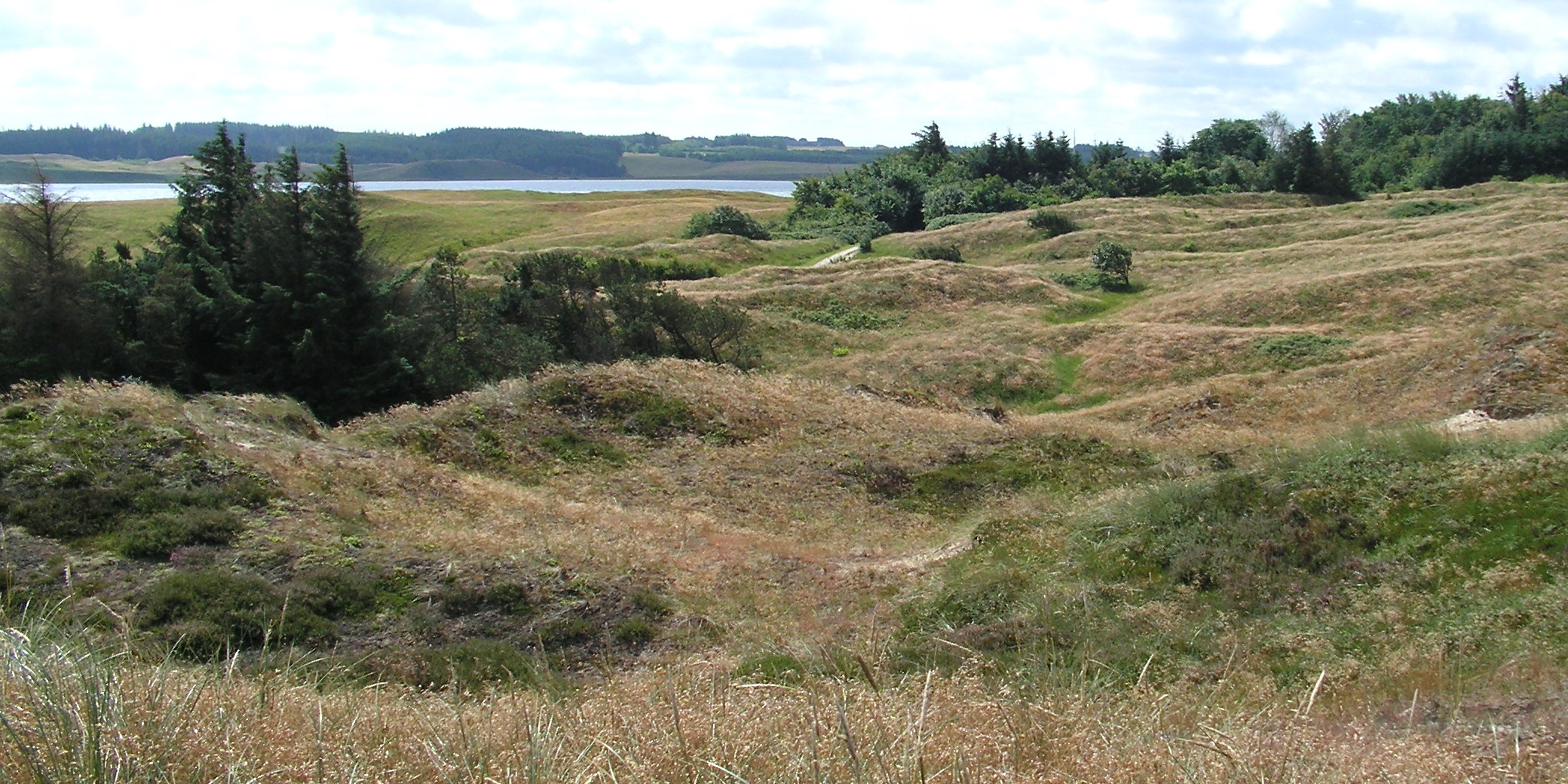
Nationaal park Thy

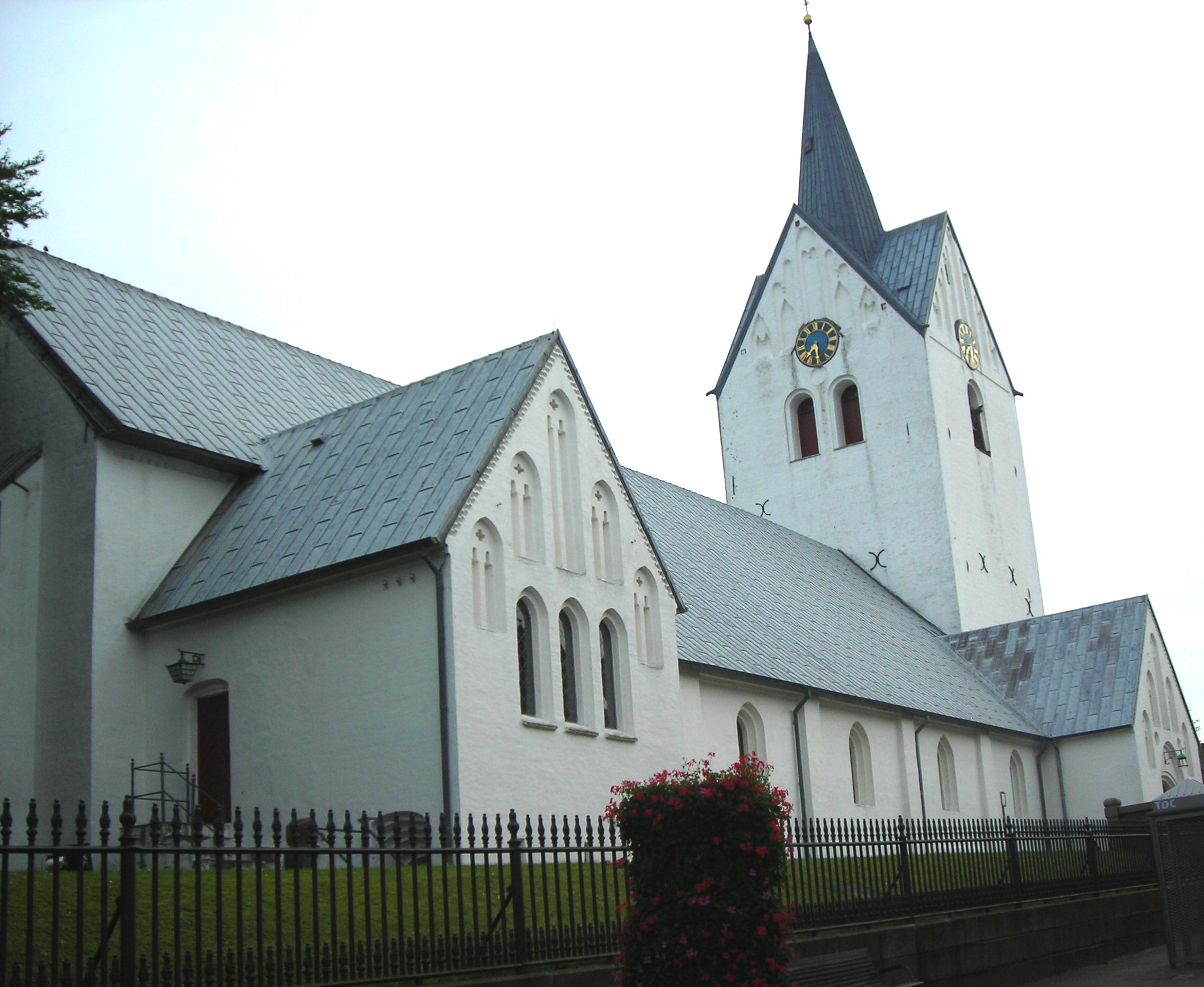
De kerk van Thisted

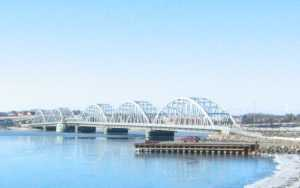
De brug over de Vildsund tussen Thy en Mors

Thy is een landstreek in Denemarken die bestaat uit het zuidwestelijke deel van het eiland Vendsyssel-Thy. In het oosten grenst het schiereiland aan Hanherred, in het noorden en westen aan de Noordzee en in het zuiden aan de Limfjord. Het wordt van het eiland Mors gescheiden door de Vildsund. Thy heeft een oppervlakte van 1036 km². Bestuurlijk behoort het sinds 2007 in zijn geheel tot de gemeente Thisted.

## Nationaal park
Thy heeft veel duinen en (aangelegde) bossen. Sinds 2008 ligt in het westen van Thy een nationaal park met een oppervlakte van 244 km². Het Nationaal Park Thy is het eerste nationale park van Denemarken.